# Приеро
Приѐро (на италиански: Priero; на пиемонтски: Prié, Прие) е село и община в Северна Италия, провинция Кунео, регион Пиемонт. Разположено е на 475 m надморска височина. Населението на общината е 511 души (към 2010 г.).